# 中沢川 (富士吉田市)
中沢川（なかざわがわ）は、山梨県富士吉田市を流れる川で、宮川の支流である。一級水系の相模川上流部の桂川から取水され、吉田の盆地の東部を流れる。一級河川指定区間の流路延長は3.21kmである。

## 中沢用水
富士五湖の一つである山中湖に源を発し、忍野村で忍野八海の湧水を集めて西流した桂川（相模川上流部の山梨県での呼称）が鐘山の滝で北東に流路を変え、約200ｍ下った左岸に位置する鐘山下分水場でまず福地用水が分水される。分水場の上を通る鐘山通りを蝙蝠穴で潜ってすぐの小佐野分水所において、中沢用水が北に分水される。かつて小佐野（おざの）の里と言われた城山東地区の田園地帯を分岐灌漑しながら北流し、福地用水丸山分水場から取水されて新屋・城山西地区を灌漑した城山川（富士吉田市指定普通河川）の水が再び合流してお茶屋橋に至る。また、中沢橋近くの桂川左岸から取水される第1大溝用水も西流してお茶屋橋に集まり、橋の脇の水門で北流する一級河川中沢川と西流する第2大溝用水とに分岐する。中沢川本川はさらに中川、中央東水路、下吉田東溝用水などに分岐して下吉田東地区を流れ、富士吉田市立下吉田東小学校の東をめぐってから月光橋上で宮川に合流する。第2大溝用水も分岐をしながら頓堀橋や天神橋に掛かる水路橋で間堀川を越えて富士吉田市下吉田を灌漑し、流末は富士吉田市中央部の宮川橋周辺に至っている。中沢川本川はお茶屋橋から宮川との合流点までが一級河川に指定されており、指定区間の幹線流路延長は3.21キロメートルである。

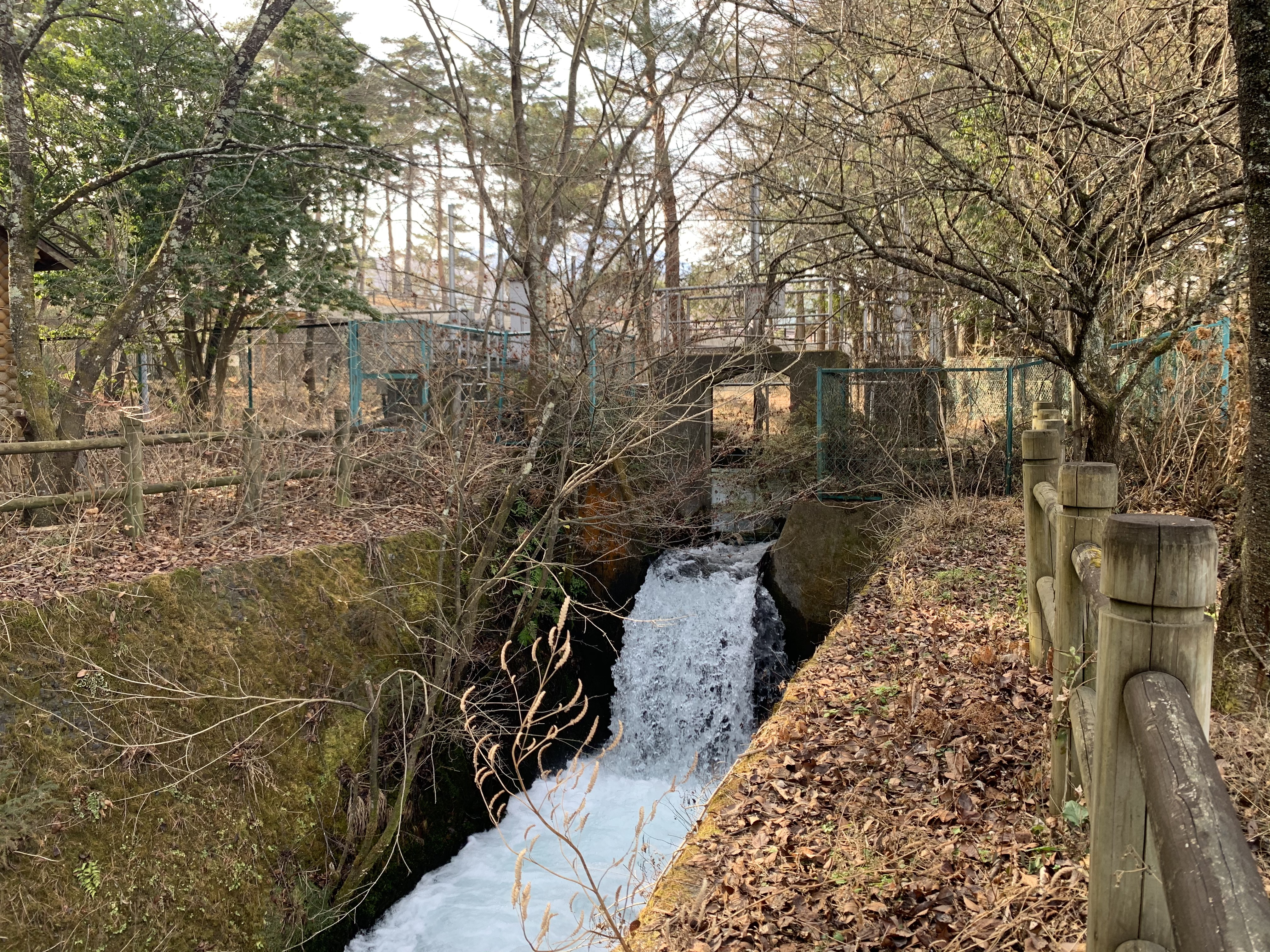
小佐野分水所で分水される中沢用水

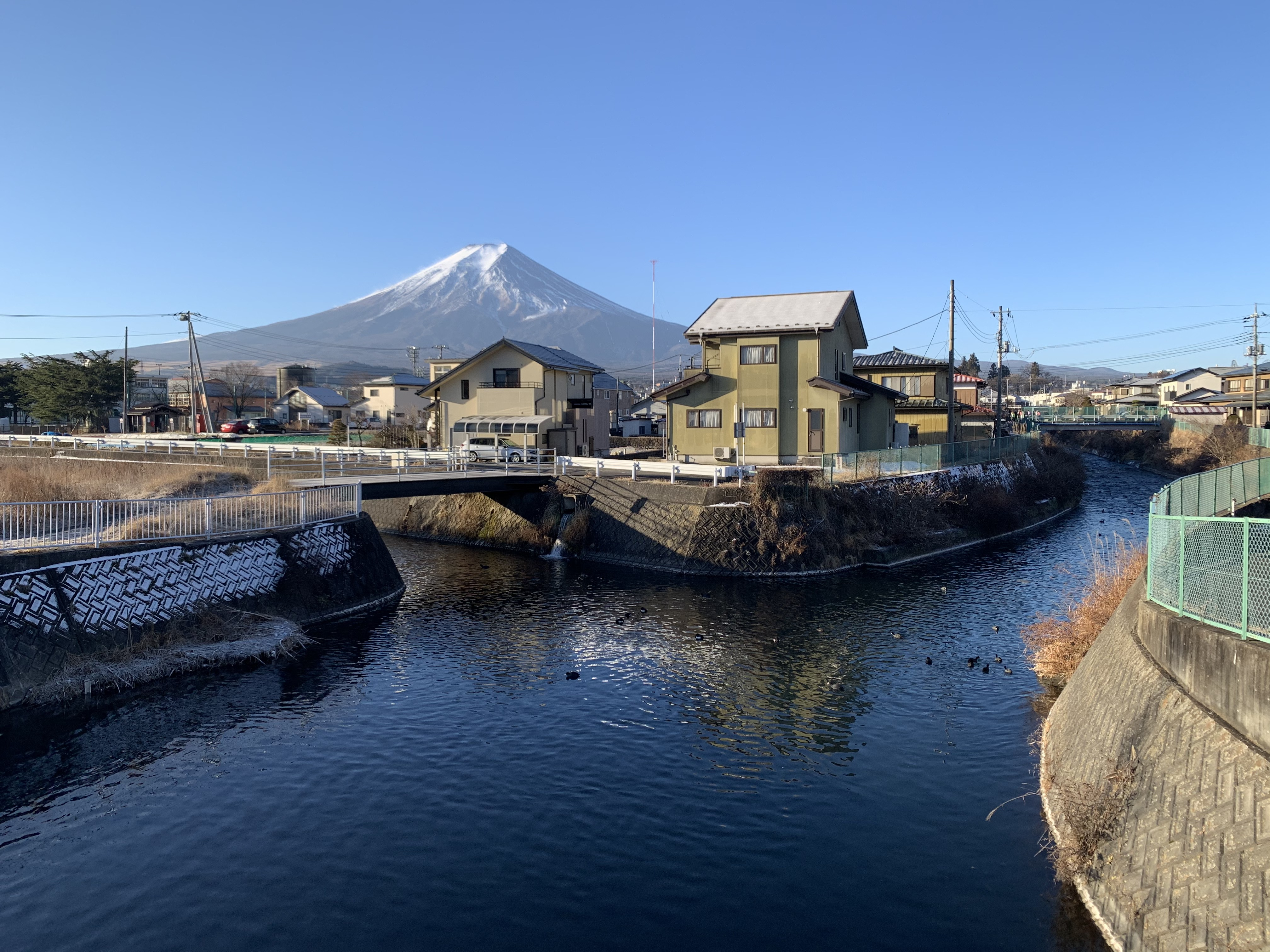
月光橋より望む宮川との合流点

## 歴史
文化11年（1814年）上梓の甲斐国志（巻三十七）では「小佐野堰　上下吉田村水麦畑二漑ギ北流シテ三流トナリ下吉田ノ東精進場ニ至テ一流トナリ北流シテ宮川ニ入」としている。かつて愛染地蔵堂付近に湧水池があり富士講の講者が水垢離をする精進場があったが、現在は護岸工事などにより消失している。また高所で寒冷なため米の石高が上がらなかった江戸時代から明治にかけては、流域では冬に水を掛け流して麦を栽培する「冬水」の手法が取られた。上流部に位置する福地村と下流の明見村や瑞穂村などの間では水の取り分を巡って争いが度々起こり、明治時代20年代後半では村を挙げての裁判沙汰となった事もある。

## 主な橋
- お茶屋橋
- - 山梨県道717号山中湖忍野富士吉田線
- - 中央通
- 中沢川橋 - 国道139号（富士見バイパス）
- - 山梨県道704号新田下吉田線
- 八王子橋
- 愛染地蔵橋
- 愛染橋 - 愛染通
- 新田端橋